# Diogo de Mendonça Corte Real
Diogo de Mendonça Corte Real (ur. 17 czerwca 1658 w Tavira, zm. 9 maja 1736) - polityk portugalski żyjący w XVIII wieku. Długoletni pierwszy minister państwa.
Diogo de Mendonça Corte-Real był synem Diogo de Mendonça Corte-Real i Jerónimy de Lacerda. W 1686 roku imatrykulowany na uniwersytecie w Coimbrze. W 1691 roku posłował do Holandii. W latach 1694–1703 poseł nadzwyczajny na dworze madryckim. Od 1706 roku sekretarz handlowy państwa - Secretário Real das Mercês. W czasie wojny o sukcesję hiszpańską towarzyszył królowi Piotrowi w kampanii wojennej. Diogo de Mendonça Corte Real pełnił funkcję Secretário de Estado od 24 września roku 1704 do dnia swej śmierci czyli do 9 maja 1736. W pierwszych latach jego urzędowania nawiązano sojusz z Wielką Brytanią (traktat Methuena). Po jego śmierci najwyższy urząd w państwie przejął João da Mota e Silva. W późniejszych latach pełnił jeszcze wiele funkcji państwowych, m.in. był negocjatorem pokoju utrechckiego. 

## Uwaga
Nie należy go mylić z jego synem, również noszącym nazwisko Diogo de Mendonça Corte-Real młodszy, i pełniącym od roku 1750 funkcję ministra marynarki - Secretário de Estado da Marinha e dos Negócios Ultramarinos.